# Soča, Bovec
Soča este o localitate din comuna Bovec, Slovenia, cu o populație de 144 de locuitori.